# Látky
Látky este o comună slovacă, aflată în districtul Detva din regiunea Banská Bystrica. Localitatea se află la altitudinea de 880 m deasupra n.m., se întinde pe o suprafață de 45,74 km2 și în 2017 număra 576 de locuitori.

## Istoric
Localitatea Látky este atestată documentar din 1715.

## Demografie
| An:                | 1994 | 2004    | 2014   | 2024   |
| ------------------ | ---- | ------- | ------ | ------ |
| Număr de persoane: | 732  | 582     | 569    | 537    |
| Diferență:         |      | −20,49% | −2,23% | −5,62% |

| An:                | 2023 | 2024   |
| ------------------ | ---- | ------ |
| Număr de persoane: | 543  | 537    |
| Diferență:         |      | −1,10% |